# Lemovi
Lemovi so bili germansko pleme, ki ga je Tacit poimenoval le enkrat v poznem 1. stoletju. Opozoril je, da so živeli blizu Rugijcev in Gotov ter da so imeli kratke meče in okrogle ščite.
Kultura Oksywie je povezana z deli Rugijcev in Lemovijcev. Tudi skupina Plöwen (nemško Plöwener Gruppe) regije Uecker-Randow je povezana z Lemovijci.
Arheološka skupina Dębczyn bi lahko obsegala ostanke Lemovijcev, verjetno identičnih Widsithovim Glommasom, za katere se domneva, da so bili sosedje Rugijcev, plemena, ki je živelo na obali Baltskega morja v današnji regiji Pomeranije pred obdobjem selitev. Tako »Lemovi« kot »Glommas« se prevajata kot 'lajanje'. Germanske sage poročajo o bitki na otoku Hiddensee med kraljem Hetelom (Hethin, Heodin iz Glommasa) in rugijskim kraljem Hagenom, potem ko je Hetel ugrabil Hagenovo hčer Hilde. Vendar pa obstajajo tudi druge hipoteze o lokaciji Lemovijcev in da njihova identifikacija kot Glommas, čeprav je verjetna, ni gotova. 
Lemovi so bili enačeni tudi z Jordanesovimi Turcilingi, skupaj z Rugi s Ptolemajevimi Rhoutikleioi, tudi s Ptolemajevimi Leuonoi in z Leonami iz Widsita.